# Hoholau (Rairema)
Hoholau ist ein osttimoresischer Ort im Suco Liurai (Verwaltungsamt Aileu, Gemeinde Aileu).

## Geographie
Der Weiler Hoholau liegt im Süden der Aldeia Rairema, auf einer Meereshöhe von über 1500 m. Eine kleine Straße verbindet den Ort im Norden mit der Straße von Hatu Makasak (Aldeia Rairema) nach Fatubessi (Aldeia Fatubessi). Hier befindet sich auch die nächstgelegene Grundschule zu Hoholau. Fatubessi liegt zwar nur einen Kilometer westlich, ist aber mit dem Auto nur über den Umweg nach Norden erreichbar.